# طريق الواد (القدس)

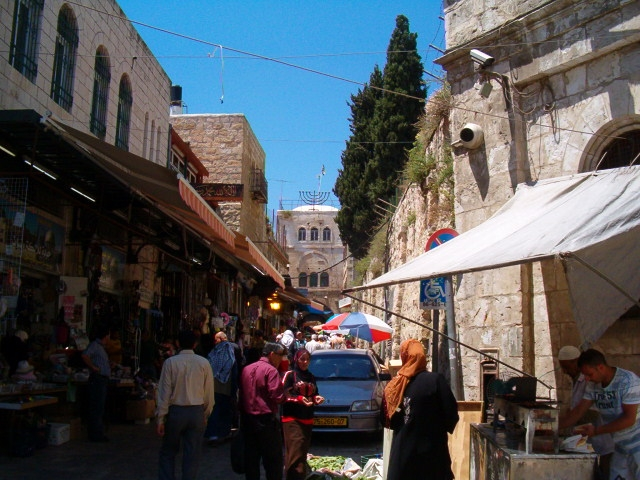
سوق طريق الواد في القدس.

طريق الواد هي طريق وأسواق أثرية تقع داخل أسوار البلدة القديمة في مدينة القدس، حيث تمتد بين باب العامود في شمال المدينة وحتى حارة الواد بالقرب من حائط البراق جنوبها.
يُعتبر هذا السوق من أهم أسواق البلدة القديمة، وقد كانت في ما مضى غورا عميقا وملتقى سفحين، ثم ردمت وملئت بالصخور وبالتراب. كانت سوق طريق الواد قبل عدة عقود إلى جانب سوق المصرارة المكان الرئيس لتجّار القمح والشعير والطحين والأرز والعدس والأعلاف، وهي السوق التي كانت تتوزّع فيها المقاهي العديدة. أما اليوم فتنتشر محلات الحرفيات والملابس على جانبي الطريق.
وتتقاطع مع هذه السوق، طريق الآلام التي مشى فيها المسيح وهو يحمل صليبه قبل أكثر من ألفي عام، بل تندمح الطريقان معًا مسافة تزيد عن مئتي متر، ما يجعل هذا المقطع من السوق شديد الحيوية، حيث تجتازه جموع المصلين المسيحيين من الفلسطينيين والأجانب وهم يحملون الصلبان والمباخر، احتفالاً بأحد الأعياد الدينية. وتجتازه أيضًا جموع المسلمين الفلسطينيين الذاهبين إلى الصلاة في المسجد الأقصى أو الخارجين من الصلاة. وتدخل هذه السوق يوميًّا أعداد غير قليلة من المستوطنين الذاهبين للصلاة عند حائط البراق.